# Cividale (Mirandola)
Cividale (Zivdàl in dialetto mirandolese) è una località abitata del comune di Mirandola, in provincia di Modena.
L'abitato si trova a due chilometri a est dal capoluogo comunale e si estende per un chilometro, lungo la direttrice che conduce alla stazione ferroviaria di Mirandola.

## Storia
La zona di Cividale risulta abitata sin dall'età del bronzo: nel fondo della Cà Bianca, che si trova appena al di là della ferrovia Bologna-Verona, sono stati rinvenuti in passato i resti di una terramara e di anse a corna.
L'etimologia dello toponimo di Cividale deriva dal latino civitas, ma il suffisso -ale ricorda la dominazione che i longobardi ebbero su questo territorio fino al IX secolo. Particolarmente significativa appare anche l'intitolazione della chiesa a San Michele Arcangelo, che era appunto il santo protettore del popolo longobardo.
Nel 1267 è attestata la presenza di un castello che sorgeva sulla Motta dei Papazzoni (nei pressi dell'attuale chiesa di san Michele arcangelo): la fortificazione fu distrutta dai soldati del comune di Modena. In un documento datato 26 luglio 1295 è registrato un accordo per fissare la sede del podestà della corte di Quarantoli nel castello della "Motta dei Papazzoni" in Cividale.
Nel XIV secolo la zona di Cividale venne fortificata dalla famiglia Padella, un ramo della dinastia dei cosiddetti figli di Manfredo. In alcuni documenti datati 2-3 gennaio 1338 viene citato un castrum e un barbacanum. Tale castello, che sorgeva un chilometro a sud dell'odierna località (nei pressi del "fondo Castello" situato sulla strada provinciale del Mazzone), venne attaccato nel 1344 dalla famiglia Pico, che dopo averlo conquistato con un inganno, lo rase al suolo.
Risale al 9 settembre 1736 la solenne traslazione dell'immagine sacra della Beata Vergine del Borghetto, per la quale fu realizzato l'omonimo santuario all'interno della chiesa di san Michele arcangelo.
Nel 1788 la località viene chiamata Borghetto e ne è attestata una superficie di 4.895 biolche mirandolesi.
L'11 dicembre 1821 la parrocchia di Cividale, unitamente a tutte quelle del territorio mirandolese, passò dalla diocesi di Reggio Emilia a quella di Carpi. Nel 1854 è registrato il toponimo "Borghetto Cividale" con una popolazione di 1.675 persone
Il 20 gennaio 1902 venne inaugurata la stazione di Mirandola sulla ferrovia Bologna-Verona. Per collegare la nuova stazione con il capoluogo venne realizzata la tranvia di Mirandola (attiva dal 1904 al 1927), che proprio a Cividale aveva una fermata e il punto di incrocio delle carrozze a cavalli. Un'altra fermata era posta al carobbio dell'olmo (attuale incrocio tra viale Gramsci con le vie Borghetto e dei Fabbri).
A partire dagli anni 1970, con la creazione della zona artigianale-industriale est di Mirandola, la località di Cividale è stata inclusa, senza soluzione di continuità, nell'area urbanizzata del capoluogo.

## Monumenti e luoghi e d'interesse

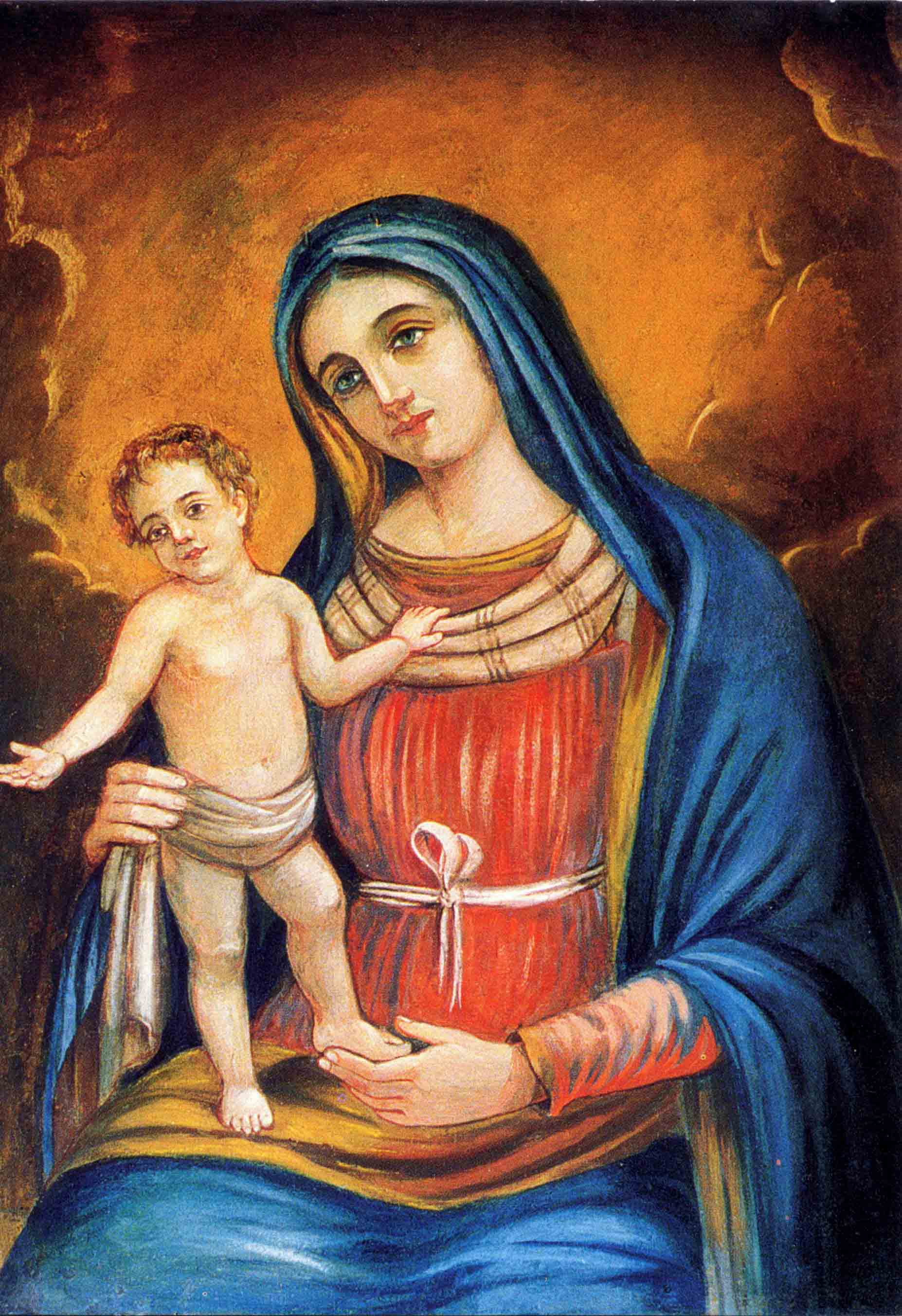
Immagine sacra della Beata Vergine del Borghetto

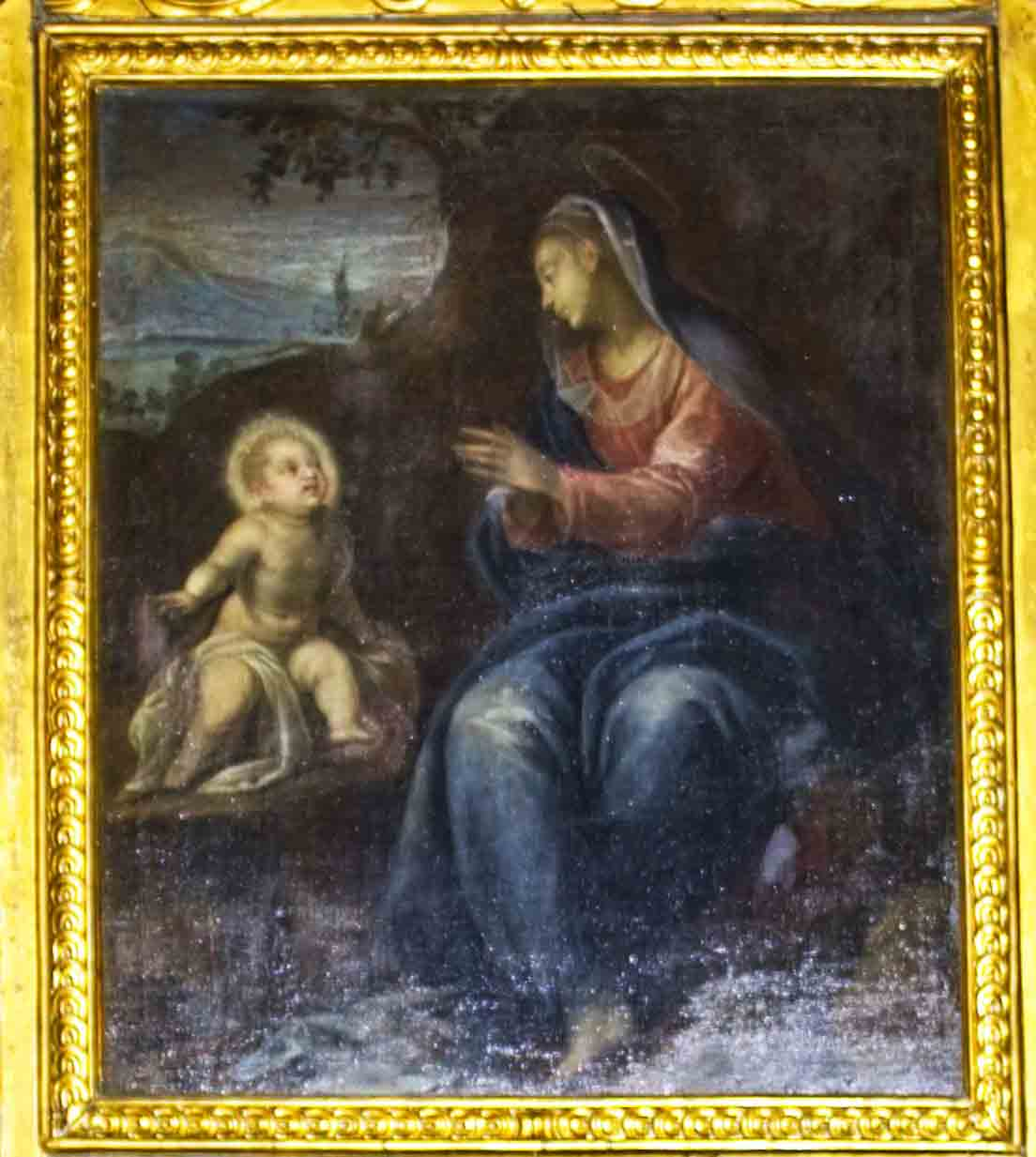
Sante Peranda, Madonna con bambino

- Chiesa di San Michele Arcangelo. Già citata nel 1173, è una chiesa cinquecentesca, la cui semplice facciata con il portico venne rifatta nel 1710.[9] L'interno della chiesa, a tre navate, ospita diverse cappelle dedicate, nella navata destra, a Sant'Antonio Abate, al Santissimo Crocifisso, alla Beata Vergine del Rosario, mentre nella navata sinistra vi sono le cappelle di San Luigi Gonzaga, della Madonna della Ghiara (con un dipinto della Madonna col bambino di Sante Peranda[10] e un altare in scagliola del 1603) e della Madonna del Borghetto. Dietro l'altare maggiore vi è un coro in legno del XVI secolo. Le vetrate risalgono al secondo dopoguerra. La chiesa è stata lesionata dal terremoto dell'Emilia del 2012, con il crollo della volta interna e il campanile gravemente danneggiato[11]. All'interno della chiesa vi è l'unico santuario presente sul territorio mirandolese, costituito da una cappella barocca con altare marmoreo, dove è conservata l'immagine sacra della Beata Vergine del Borghetto. Tale immagine si trovava in origine in un piccolo oratorio situato nell'incrocio di via Borghetto e via Mazzone: nel 1733 divenne oggetto di un culto talmente forte che le autorità ecclesiastiche decisero di segare via il muro con l'affresco sacro e portarlo a Cividale. Il 9 settembre 1736 l'immagine miracolosa fu portata con una solenne processione lunga due chilometri fino alla chiesa di Cividale (all'interno della quale nel 1738 venne realizzato il santuario), mentre l'oratorio del borghetto venne demolito il giorno stesso della processione e sostituito successivamente dall'attuale colonna votiva nell'incrocio del Borghetto. Ancora oggi, nel mese di maggio e nella seconda domenica di settembre (in occasione della sagra della Madonna del Borghetto), si svolge la processione religiosa.

## Infrastrutture e trasporti

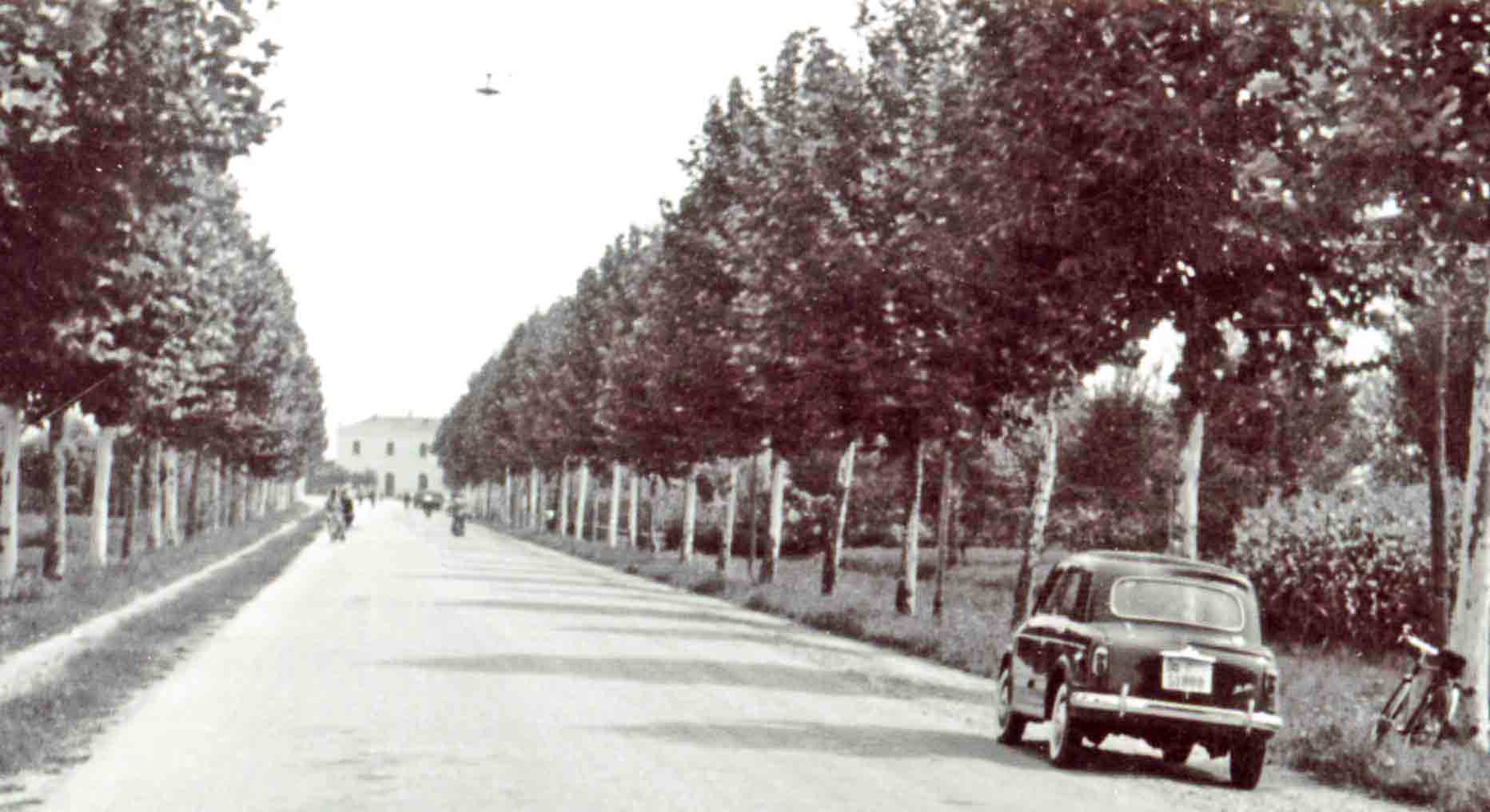
Il viale della stazione

La località è servita dalla stazione di Mirandola sulla ferrovia Bologna-Verona, che  si trova al termine di viale Antonio Gramsci.